# Coupe du monde de skeleton 2011-2012
Navigation
Édition précédente Édition suivante
La coupe du monde de skeleton 2011-2012 est la 26e édition de la Coupe du monde de skeleton, compétition de skeleton organisée annuellement. Elle se déroule entre le 2 décembre 2011 et le 9 février 2012, suivie des championnats du monde de Lake Placid du 13 au 26 février 2012.

## Règlement
| Période / Place | 1   | 2   | 3   | 4   | 5   | 6   | 7   | 8   | 9   | 10  | 11  | 12  | 13  | 14  | 15  | 16 | 17 | 18 | 19 | 20 | 21 | 22 | 23 | 24 | 25 | 26 | 27 | 28 | 29 |
| --------------- | --- | --- | --- | --- | --- | --- | --- | --- | --- | --- | --- | --- | --- | --- | --- | -- | -- | -- | -- | -- | -- | -- | -- | -- | -- | -- | -- | -- | -- |
| 2011            | 225 | 210 | 200 | 192 | 184 | 176 | 168 | 160 | 152 | 144 | 136 | 128 | 120 | 112 | 104 | 96 | 88 | 80 | 74 | 68 | 62 | 56 | 50 | 45 | 40 | 36 | 32 | 28 | 24 |

## Classement général

### Hommes
| Pos. | Skeletoneur           | IGL | PLA | WIN | ALT | KON | MOR | WHI | CAL | Points |
| ---- | --------------------- | --- | --- | --- | --- | --- | --- | --- | --- | ------ |
| 1    | Martins Dukurs        | 1   | 1   | 1   | 1   | 6   | 1   | 1   | 1   | 1751   |
| 2    | Frank Rommel          | 4   | 5   | 2   | 4   | 1   | 4   | 2   | 3   | 1605   |
| 3    | Tomass Dukurs         | 3   | 2   | 7   | 2   | 7   | 4   | 5   | 4   | 1524   |
| 4    | Alexander Tretiakov   | 2   | 3   | 3   | 6   | 5   | 22  | 2   | 2   | 1446   |
| 5    | Alexander Kröckel     | 6   | 7   | 8   | 3   | 2   | 19  | 4   | 8   | 1340   |
| 6    | Alexander Gassner     | 9   | 8   | 6   | 5   | 11  | 10  | 7   | 10  | 1264   |
| 7    | Kristan Bromley       | 5   | 6   | 4   | 14  | 9   | 7   | 9   | 14  | 1248   |
| 8    | Sergey Chudinov       | 10  | 9   | 11  | 7   | 10  | 14  | 13  | 7   | 1144   |
| 9    | Matthew Antoine       | 10  | 4   | 19  | 21  | 4   | 3   | 14  | 9   | 1128   |
| 10   | Matthias Guggenberger | 16  | 13  | 13  | 9   | 3   | 11  | 6   | 12  | 1128   |

### Femmes
| Pos. | Skeletoneuse           | IGL | PLA | WIN | ALT | KON | MOR | WHI | CAL | Points |
| ---- | ---------------------- | --- | --- | --- | --- | --- | --- | --- | --- | ------ |
| 1    | Shelley Rudman         | 5   | 6   | 14  | 3   | 1   | 2   | 3   | 3   | 1507   |
| 2    | Marion Thees           | 9   | 5   | 3   | 4   | 2   | 4   | 5   | 10  | 1458   |
| 3    | Anja Huber             | 4   | 4   | 22  | 1   | 4   | 5   | 4   | 2   | 1443   |
| 4    | Mellisa Hollingsworth  | 3   | 1   | 13  | 5   | 3   | 16  | 1   | 5   | 1434   |
| 5    | Katharina Heinz        | 13  | 11  | 2   | 2   | 6   | 3   | 8   | 13  | 1332   |
| 6    | Amy Gough              | 11  | 12  | 1   | 7   | 11  | 8   | 7   | 3   | 1321   |
| 7    | Lucy Katherine Chaffer | 6   | 14  | -   | 10  | 7   | 10  | 2   | 5   | 1138   |
| 8    | Anne O'Shea            | 7   | 2   | 9   | 12  | 18  | 18  | 9   | 9   | 1122   |
| 9    | Emma Lincoln-Smith     | 2   | 13  | 11  | 8   | 8   | 12  | 17  | 14  | 1114   |
| 10   | Sarah Reid             | 10  | 8   | 8   | 14  | 17  | 16  | 6   | 7   | 1104   |

## Calendrier

### Hommes
| Date                                                          | Lieu         | Vainqueur      | Deuxième                         | Troisième             |
| 3 décembre 2011                                               | Igls         | Martins Dukurs | Alexander Tretiakov              | Tomass Dukurs         |
| 9 décembre 2011                                               | La Plagne    | Martins Dukurs | Tomass Dukurs                    | Alexander Tretiakov   |
| 17 décembre 2011                                              | Winterberg   | Martins Dukurs | Frank Rommel                     | Alexander Tretiakov   |
| 6 janvier 2012                                                | Altenberg    | Martins Dukurs | Tomass Dukurs                    | Alexander Kröckel     |
| 14 janvier 2012                                               | Königssee    | Frank Rommel   | Alexander Kröckel                | Matthias Guggenberger |
| 21 janvier 2012                                               | Saint-Moritz | Martins Dukurs | Ben Sandford                     | Matthew Antoine       |
| 4 février 2012                                                | Whistler     | Martins Dukurs | Frank Rommel Alexander Tretiakov |                       |
| 10 février 2012                                               | Calgary      | Martins Dukurs | Alexander Tretiakov              | Frank Rommel          |
| Du 13 février 2012 au 26 février 2012 : championnats du monde |              |                |                                  |                       |

### Femmes
| Date                                                          | Lieu         | Vainqueur             | Deuxième               | Troisième                |
| 2 décembre 2011                                               | Igls         | Olga Potylitsina      | Emma Lincoln-Smith     | Mellisa Hollingsworth    |
| 10 décembre 2011                                              | La Plagne    | Mellisa Hollingsworth | Anne O'Shea            | Katie Uhlaender          |
| 17 décembre 2011                                              | Winterberg   | Amy Gough             | Katharina Heinz        | Marion Thees             |
| 7 janvier 2012                                                | Altenberg    | Anja Huber            | Katharina Heinz        | Shelley Rudman           |
| 13 janvier 2012                                               | Königssee    | Shelley Rudman        | Marion Thees           | Mellisa Hollingsworth    |
| 20 janvier 2012                                               | Saint-Moritz | Elizabeth Yarnold     | Shelley Rudman         | Katharina Heinz          |
| 3 février 2012                                                | Whistler     | Mellisa Hollingsworth | Lucy Katherine Chaffer | Shelley Rudman           |
| 9 février 2012                                                | Calgary      | Elizabeth Yarnold     | Anja Huber             | Shelley Rudman Amy Gough |
| Du 13 février 2012 au 26 février 2012 : championnats du monde |              |                       |                        |                          |